# Edgars Burlakovs
Edgars Burlakovs (Liepāja, 6 gennaio 1974) è un ex calciatore lettone, di ruolo centrocampista.

## Carriera

### Club
Ha cominciato la sua carriera nel BJSS Daugavpils, divenuto Auseklis nel 1993. Al fallimento del club, nel 1995 giocò per il Vilan-D, nuovo club di Daugavpils, che cambiò nome in Dinaburg dal 1996.
Vi rimase fino al 2000, anno in cui giocò con i russi del Rubin; dopo una nuova stagione al Dinaburg, nel 2002 fu di nuovo in Russia, stavolta al Tjumen'.
Dopo una breve parentesi al Metalurgs Liepāja, chiuse la carriera tornando per la terza volta al Dinaburg, dove rimase fino al ritiro.

### Nazionale
Ha totalizzato 3 presenze in nazionale tra il 1997 e il 1998, senza mettere a segno reti.
Esordì nelle due gare di Coppa del Baltico 1997, entrando dalla panchina nei minuti finali, nel primo caso al posto di Andrejs Štolcers, nel secondo sostituendo Vladimirs Babičevs.
La sua terza partita, fu anche l'unica da titolare, contro Malta, ma durò appena 19 minuti, prima di essere sostituito da Vitālijs Astafjevs.

## Statistiche

### Cronologia presenze e reti in nazionale
| Cronologia completa delle presenze e delle reti in nazionale ― Lettonia | Cronologia completa delle presenze e delle reti in nazionale ― Lettonia | Cronologia completa delle presenze e delle reti in nazionale ― Lettonia | Cronologia completa delle presenze e delle reti in nazionale ― Lettonia | Cronologia completa delle presenze e delle reti in nazionale ― Lettonia | Cronologia completa delle presenze e delle reti in nazionale ― Lettonia | Cronologia completa delle presenze e delle reti in nazionale ― Lettonia | Cronologia completa delle presenze e delle reti in nazionale ― Lettonia |
| Data                                                                    | Città                                                                   | In casa                                                                 | Risultato                                                               | Ospiti                                                                  | Competizione                                                            | Reti                                                                    | Note                                                                    |
| ----------------------------------------------------------------------- | ----------------------------------------------------------------------- | ----------------------------------------------------------------------- | ----------------------------------------------------------------------- | ----------------------------------------------------------------------- | ----------------------------------------------------------------------- | ----------------------------------------------------------------------- | ----------------------------------------------------------------------- |
| 10-7-1997                                                               | Vilnius                                                                 | Estonia                                                                 | 1 – 2                                                                   | Lettonia                                                                | Coppa del Baltico 1997                                                  | -                                                                       | 69’                                                                     |
| 11-7-1997                                                               | Vilnius                                                                 | Lituania                                                                | 1 – 0                                                                   | Lettonia                                                                | Coppa del Baltico 1997                                                  | -                                                                       | 84’                                                                     |
| 8-2-1998                                                                | Attard                                                                  | Malta                                                                   | 2 – 1                                                                   | Lettonia                                                                | Amichevole                                                              | -                                                                       | 19’                                                                     |
| Totale                                                                  |                                                                         | Presenze                                                                | 3                                                                       |                                                                         | Reti                                                                    | 0                                                                       |                                                                         |